# U-Jagdboot Nr.1-Klasse
Die U-Jagdboot Nr.1-Klasse (japanisch 第一号型駆潜艇 Dai 1 Gō-gata Kusentei) war eine Klasse von zwei U-Jagdbooten der Kaiserlich Japanischen Marine, die im Zweiten Weltkrieg zum Einsatz kam.

## Geschichte

### Entwicklungsgeschichte
Die Kaiserlich Japanische Marine plante in den 1920er Jahren, dass die Abwehr von feindlichen U-Booten im Küstenvorfeld durch requirierte bzw. gecharterte Fischerboote erfolgen sollte. Deren Leistung erwies sich jedoch als nicht ausreichend, weshalb beschlossen wurde Fahrzeuge nur für die U-Bootabwehr (U-Jagdboote) zu bauen. Erste Entwürfe sahen ein 160-ts-Boot (Entwurf K1) und ein 100-ts-Boot (Entwurf K2) vor, aber keiner dieser beiden kam in Bau. Der Anschließende Entwurf mit der Bezeichnung K3, der sich am Leistungsvermögen der japanischen U-Boote des Typ Kaidai III orientierte, sah ein Boot mit 280 ts Verdrängung und einer Geschwindigkeit von 24 Knoten vor.

### Bau
Im Rahmen des 1. Kreis-Bauprogramms (Maru 1 Keikaku) von 1931 wurden zwei Einheiten nach dem Entwurf K3 bei zwei privaten Werften geordert und im Juni 1933 auf Kiel gelegt. Die Indienststellung erfolgte im März 1934, wobei sich bei Erprobungen zeigte, dass die Boote topplastig waren. Da nach dem Tomozuru-Zwischenfall – bei diesem war das Torpedoboot Tomozuru am 12. März 1934 nur wenige Wochen nach seiner Indienststellung wegen Topplastigkeit unter Verlust eines Großteils der Besatzung gekentert – dies nicht mehr akzeptabel war, wurden beide Boote entsprechen umgebaut. Dabei wurde ein Ballastkiel angebracht und zusätzliches Gewicht im Rumpf untergebracht, wodurch sich die Verdrängung auf 377 ts erhöhte und die Geschwindigkeit auf 21,1 Knoten abfiel. Eine weitere im 2. Kreis-Bauprogramm (Maru 2 Keikaku) von 1934 georderte Einheit wurde nach verändertem Entwurf zwischen 1935 und 1936 gebaut, wobei dieses Boot (Dai-3-Gō Kusentei, Entwurf K4) manchmal als Unterklasse gesehen wird.

## Einheiten
| Name                               | Bauwerft                  | Kiellegung    | Stapellauf        | Indienststellung | Verbleib                                                                                            |
| ---------------------------------- | ------------------------- | ------------- | ----------------- | ---------------- | --------------------------------------------------------------------------------------------------- |
| Dai-1-Gō Kusentei U-Jagdboot Nr. 1 | Uraga Dock, Yokosuka      | 13. Juni 1933 | 23. Dezember 1933 | 24. März 1934    | Kriegsbeute Großbritannien August 1945; am 11. Juli 1946 durch die Royal Navy bei Singapur versenkt |
| Dai-2-Gō Kusentei U-Jagdboot Nr. 2 | Ishikawajima Zōsen, Tokio | 9. Juni 1933  | 20. Dezember 1933 | 25. März 1934    | versenkt am 27. Juni 1945 durch amerik. U-Boot USS Blueback, nördlich von Lombok                    |

## Technische Beschreibung

### Rumpf und Antrieb
Der Rumpf der als Glattdecker ausgeführtder Boote war 65,3 Meter lang, 5,9 Meter breit und hatte bei einer Einsatzverdrängung von 383 Tonnen einen Tiefgang von 1,52 Metern. Der Antrieb erfolgte durch zwei Dieselmotoren, mit denen eine Gesamtleistung von 3.400 PS (2.501 kW) erreicht wurde. Die Leistung wurde an zwei Wellen mit je einer Schraube abgegeben. Die Höchstgeschwindigkeit betrug 21,1 Knoten (39 km/h) und die maximale Fahrstrecke 1.500 Seemeilen (2778 km) bei 14 Knoten.

### Bewaffnung

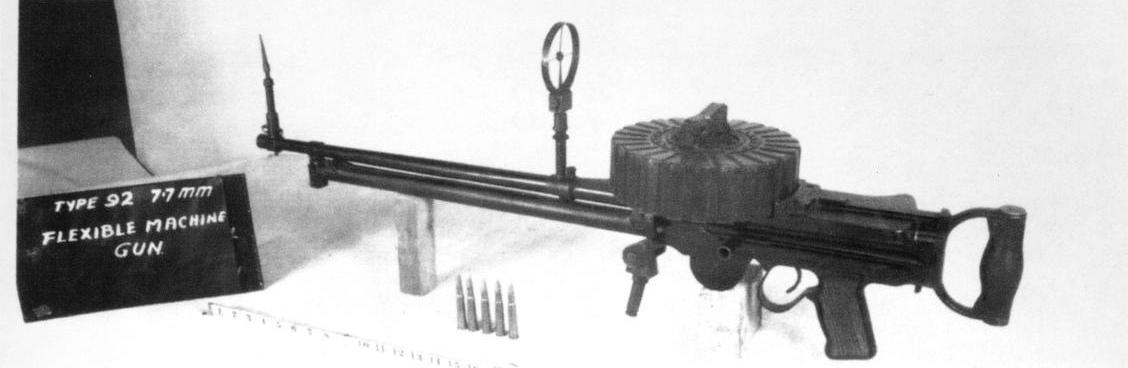
Maschinengewehr Typ 92

#### Artillerie
Die Artilleriebewaffnung bestand aus zwei 4-cm-Maschinenkanonen Typ 91 in Doppellafette auf dem Vorschiff und zwei Typ 92-Maschinengewehren im Kaliber 7,7 mm.

#### U-Jagdausrüstung
Die U-Jagdbewaffnung bestand aus zwei Wasserbomben-Werfern auf dem Achterdeck für 36 Wasserbomben.

## Besatzung
Die Besatzung hatte eine Stärke von 45 Mann (Offiziere, Unteroffiziere und Mannschaften).

## Bemerkungen
1. ↑  In vielen Quellen werden die Boote als CH-1 bzw. CH-2 bezeichnet, nach der englischen Bezeichnung für U-Jagdboot (Submarine Chaser), daher wird die Klasse auch als CH-1-Klasse bezeichnet.